# The World Became the World
The World Became the World è il quinto album in studio del gruppo musicale italiano Premiata Forneria Marconi, pubblicato nel 1974 dalla Numero Uno.

## Descrizione
Contiene le versioni in lingua inglese dei brani presenti nel precedente L'isola di niente con l'aggiunta del brano che dà il titolo all'album, versione inglese di Impressioni di settembre, tratto da Storia di un minuto.

## Tracce
Lato A
1. The Mountain – 10:45
2. Just Look Away – 4:01
3. The World Became the World – 4:47

Lato B
1. Four Holes in the Ground – 6:21
2. Is My Face On Straight – 6:38
3. Have Your Cake and Beat It – 7:21

Tracce bonus nell'edizione CD del 2000
1. La carrozza di Hans (UK Single Version)
2. Four Holes in the Ground (Unreleased Single Version)
3. Celebration (Unreleased 1975 Single Version)

## Formazione
Gruppo
- Mauro Pagani – violino, voce, arrangiamento, cori
- Flavio Premoli – tastiera, voce, arrangiamento, cori
- Franco Mussida – chitarra, voce, arrangiamento, cori
- Patrick Djivas – basso, voce, arrangiamento, cori
- Franz Di Cioccio – batteria, percussioni, voce, arrangiamento, cori

Altri musicisti
- Claudio Fabi – arrangiamento, direzione del coro
- Accademia Paolina di Milano – coro

Produzione
- Premiata Forneria Marconi – produzione
- Claudio Fabi – produzione
- Martin Rushent – ingegneria del suono (Advision Studios)
- Piero Bravin – ingegneria del suono (Studi Fonorama)